# The Call (journal)
Pour les articles homonymes, voir The Call.
Kansas City The Call, ou The Call, est un hebdomadaire afro-américain fondé en 1919 à Kansas City, dans le Missouri, par Chester A. Franklin. Il continue de servir la communauté noire de Kansas City, Missouri, et de Kansas City, Kansas.

## Contexte
Avant 1827, date de la création du journal afro-américain Freedom's Journal à New York, il n'existe pas de journaux appartenant à des afro-américains ou gérés par eux. Les nouvelles de leur communauté ne sont généralement pas couvertes par les journalistes blancs, et la presse traditionnelle exprime des préjugés à l'encontre des Noirs. Cela réduit la communication à l'intérieur et à l'extérieur des communautés. Les publications noires luttent pour survivre, compte tenu des difficultés de financement. La majorité de la population noire se trouvant dans le Sud jusqu'aux grandes migrations du 20e siècle, les Noirs du Nord ne sont pas desservis par les journaux du Sud.

## Création du journal
Chester Arthur Franklin, ou « C.A. » (1880-1955), fonde le journal The Call en mai 1919 à Kansas City, dans le Missouri. Il en est le propriétaire et l'exploite jusqu'à sa mort, le 7 mai 1955. Un bureau est également ouvert à Kansas City, au Kansas.
Franklin nait au Texas le 7 juin 1880 et est le seul enfant de George F. Franklin, barbier, et de Clara Belle (née Williams) Franklin, enseignante. Lassée de la ségrégation raciale et de la privation des droits des minorités au Texas, sa famille déménage à Omaha, dans le Nebraska, puis à Denver, dans le Colorado, à la recherche d'opportunités. Là, Chester travaille pour son père, propriétaire de journaux locaux dans les deux villes.
Franklin finit par reprendre le journal The Star de Denver ; il l'imprime, l'édite et le distribue jusqu'en 1913.
Cette année-là, Franklin décide de s'installer à Kansas City, dans le Missouri, après avoir entendu parler de la croissance de la population afro-américaine et du dynamisme de sa musique et de sa culture. Franklin a l'intention de créer un journal et d'élargir son audience dans le Missouri et le Kansas. Il crée sa propre imprimerie avant de s'organiser pour publier son propre journal. Sa mère l'accompagne avec sa famille. Franklin lance The Call et vend des exemplaires pour 5 cents ; sa mère l'aide en colportant les abonnements de porte en porte.
Franklin apprend lui-même à utiliser la machine Linotype, car les travailleurs blancs du syndicat ne sont pas autorisés à aider les Noirs. Il développe le journal, et The Call devient l'un des six plus grands hebdomadaires afro-américains du pays, et l'une des plus grandes entreprises détenues et gérées par des Noirs dans le Midwest. « Au cours de ses huit premières années, The Call a connu une croissance régulière, passant d'une diffusion d'environ 2 000 exemplaires en 1919 à 16 737 en 1927, et s'est maintenu à ce niveau jusqu'à la fin des années 1930 ». Le journal employait (et emploie toujours) de nombreux Afro-Américains dans la communauté de Kansas City.

### La vision de Franklin
Franklin souhaite créer un journal qui permette à la communauté noire de s'exprimer et de s'émanciper, tout en évitant le sensationnalisme. Il prône le développement de l'autonomie au sein de la communauté, s'alignant fortement sur la philosophie de W.E.B. Du Bois. Dans The Call, il inclut les nouvelles et les annonces de la communauté locale, y compris les célébrations telles que les remises de diplômes et les diplômés, et les passages de la vie tels que les décès et les commémorations. Il souhaite que la communauté se connaisse et se célèbre elle-même ; sa vie est reflétée dans son journal, au lieu d'être ignorée. La publicité fait la promotion des entreprises noires.
Franklin inclut également des rapports de police et des reportages sur les crimes, mais certains lecteurs protestent contre la couverture des nouvelles négatives dans la communauté afro-américaine. Ils écrivent des lettres demandant plus d'histoires positives ; Franklin répond que «  la presse doit publier, et non supprimer les nouvelles... ».

### Franklin et Harry Truman
Franklin établit une diffusion régionale et bénéficie d'un bon soutien publicitaire de la part des milieux d'affaires. Franklin est un républicain conservateur profondément engagé, qui s'attaque chaque semaine à la machine corrompue de Tom Pendergast. Cependant, il est en bons termes avec l'un des principaux associés de Pendergast, Harry Truman. Franklin admire l'honnêteté et l'intégrité de Truman - c'est d'ailleurs la raison pour laquelle Pendergast promeut Truman, puisqu'il doit apaiser les forces du bon gouvernement. Truman est un rare démocrate qui apporte un soutien significatif à la communauté noire, c'est pourquoi Franklin recommande de voter pour lui lors des élections sénatoriales de 1934 et 1940. Les deux hommes rompent politiquement en 1941 sur des questions intérieures ; Franklin refuse de se joindre à la plupart des dirigeants noirs pour passer au parti démocrate. Toutefois, les relations cordiales que Franklin a entretenues avec Truman au fil des ans encouragent ce dernier à annoncer son soutien inattendu aux droits civiques en 1948.

## Journal

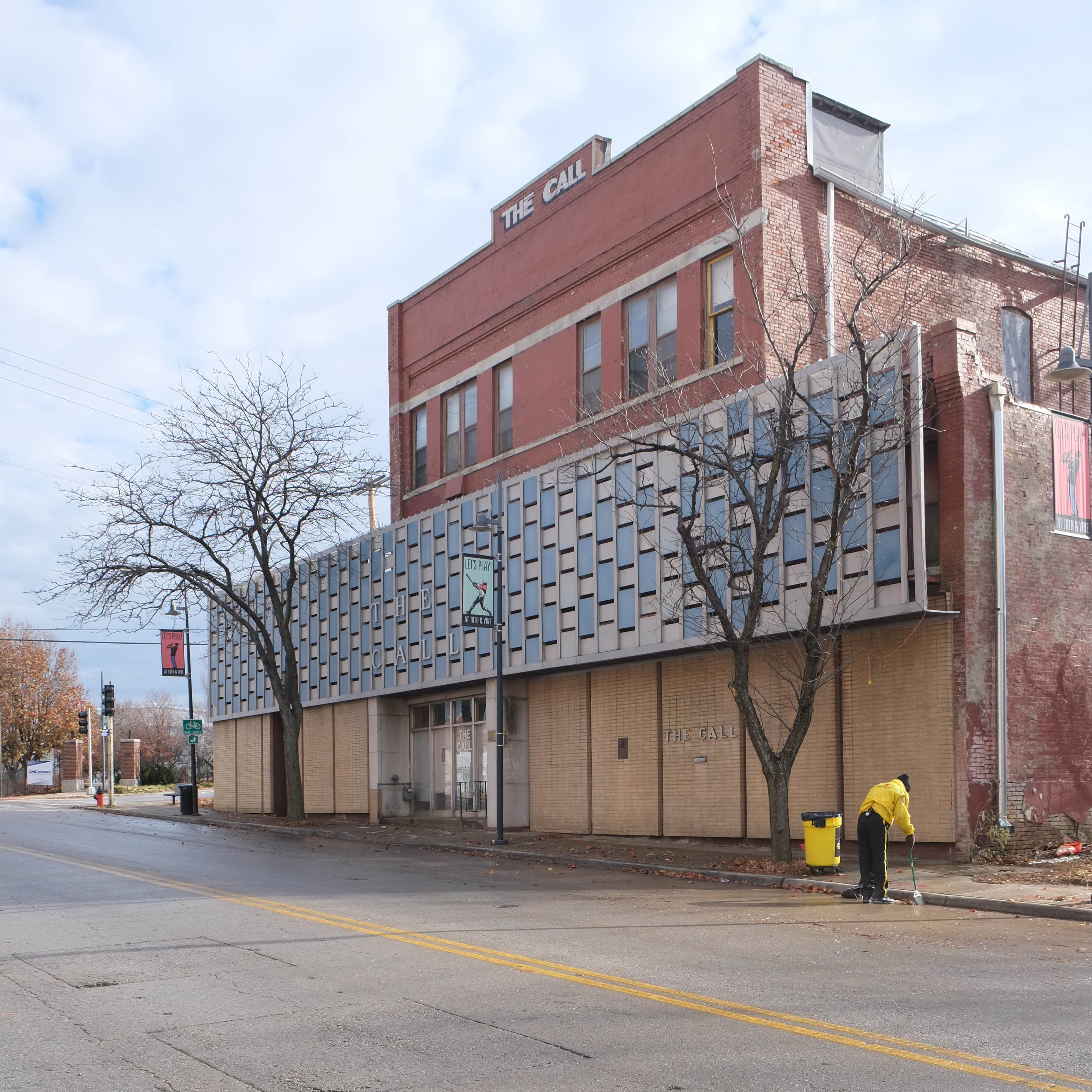
Le bâtiment du journal The Call en décembre 2016

Depuis sa création, The Call aborde de nombreuses questions relatives aux droits civiques, certaines spécifiques à la communauté afro-américaine de Kansas City, d'autres liées à la situation dans le Midwest et aux États-Unis dans leur ensemble. Franklin a exhorté les Noirs à s'inscrire sur les listes électorales et à voter.
The Call est le premier journal afro-américain admis au sein de l'Alliance for Audited Media (anciennement « Audit Bureau of Circulations »). En outre, il est le premier journal afro-américain à devenir membre de l'International News Service en 1948, lorsqu'il s'est abonné à l'une des principales agences de presse.

## Quelques journalistes
- Roy Wilkins, journaliste et rédacteur en chef de 1923 à 1931, qui écrit plus tard pour The Crisis de la NAACP et en devient directeur exécutif
- Frank A. Young (en), le pionner afro-américain du journalisme sportif. Il est rédacteur en chef de The Call de 1934 à 1937[8].
- Lucile Bluford (en), ancienne élève de l'Université du Kansas, devenue journaliste et rédactrice en chef de The Call . Opposée à la ségrégation, elle a intenté un procès contre l'Université du Missouri pour discrimination à son admission. Après la mort de CA Franklin en 1955, Bluford devient copropriétaire et directeur de The Call, l'exploitant jusqu'à sa mort en 2003[9].